# شون فنسنت جيلز
شون فنسنت جيلز (بالإنجليزية: Sean Vincent Gillis) هو قاتل متسلسل أمريكي، ولد في 24 يونيو 1963 في باتون روج في الولايات المتحدة.